# Helena Pérez-Llorca
Helena Pérez-Llorca (també coneguda com a Elena Pérez-Llorca) és una actriu i presentadora catalana. Va fer de presentadora al programa Persones humanes de TV3, presentat i dirigit per Mikimoto.

## Filmografia
- 1993: Monturiol, el senyor del mar de Francesc Bellmunt.
- 1995: Escenes d'una orgia a Formentera de Francesc Bellmunt (Ingrid).
- 1996: Depizza depizza de David Pujol (Lisa Canals).
- 1997: Nadie como tú de Criso Renovell (Teresa).